# 保持卓一郎
保持 卓一郎（やすもち たくいちろう、1947年6月12日 - ）は、RNB南海放送の元男性アナウンサー。

## 来歴・人物
- 愛媛県今治市出身[1]。日本大学卒業[1]。1970年南海放送に入社[1]。
- 中学、高校と放送部、大学ではDJ同好会に所属。ハム（アマチュア無線）が趣味だったこともあった[1]。
- 1972年から2年間出演していたラジオ番組『みゅうじっく・まらそん』では「釣りコーナー」を設けて、これがきっかけで県下で釣りがブームになったことがあったという[1]。
- 2010年4月よりらくさぶろうのモーニングおん!のニュースアンカーマンとしてラジオ出演中。

## 過去の主な担当番組
- あなたと南海放送（テレビ）
- みゅーじっく・まらそん（ラジオ）
- ラジオ天国 ホットホットサタデー（ラジオ）
- おはよう!ナイスモーニング（ラジオ）